# Västra Frölunda socken
Västra Frölunda socken i Västergötland ingick i Askims härad. Socknen uppgick 1945 i Göteborgs stad och området är sedan 1971 en del av Göteborgs kommun, från 2016 inom distrikten Västra Frölunda, Högsbo, Tynnered, Näset och Älvsborg.
Socknens areal var 32,3 kvadratkilometer varav 31,9 land.  År 1944 fanns här omkring 13 500 invånare.  Delar av tätorten Göteborg samt sockenkyrkan Västra Frölunda kyrka ligger i socknen.   

## Administrativ historik
Socknen har medeltida ursprung. År 1603 utbröts Styrsö socken. Före den 1 januari 1886 (ändring enligt beslut den 17 april 1885) var namnet Frölunda socken.
Vid kommunreformen 1862 övergick socknens ansvar för de kyrkliga frågorna till Frölunda församling och för de borgerliga frågorna bildades Frölunda landskommun. Landskommunen uppgick 1945 i Göteborgs stad som 1971 ombildades till Göteborgs kommun. Ur församlingen utbröts 1963 Högsbo församling samt 1967 Älvsborgs församling och Tynnereds församling. När Västra Frölunda landskommun år 1945 införlivades med Göteborg, delades området in i åtta stadsdelar; Älvsborg, Fiskebäck, Högsbo, Järnbrott, Näset, Rud, Tynnered och Önnered. Området utgjorde till 2011 stadsdelsnämndsområdet Frölunda och ingår därefter i stadsdelsnämnden Askim–Frölunda–Högsbo. 
1 januari 2016 inrättades distrikten Västra Frölunda, Högsbo, Tynnered, Näset och Älvsborg, med samma omfattning som motsvarande församlingar hade 1999/2000, och vari detta sockenområde ingår.
Socknen har tillhört län, fögderier, tingslag och domsagor enligt vad som beskrivs i artikeln Askims härad. De indelta båtsmännen tillhörde 2:a Bohusläns båtsmanskompani.

## Geografi och natur
Västra Frölunda socken ligger sydväst om Göteborg vid Kattegatt och omfattar områden på fastlandet och i en skärgård. Socknen är en småkuperad kustbygd.

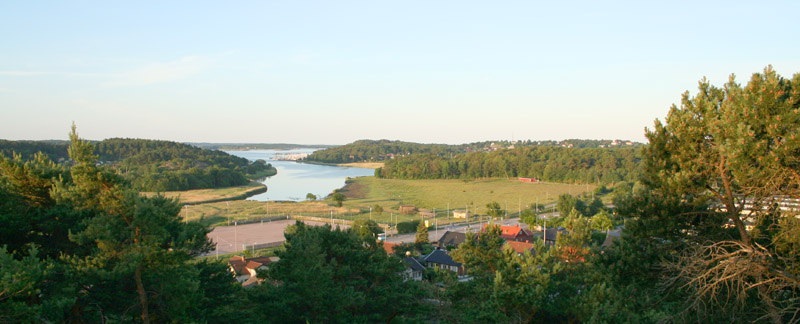
Utsikt mot viken Välen i Frölunda

Västra Frölunda är ett centrum och en knutpunkt när det gäller handel, service och kommunikationer för flera av stadsdelarna runt omkring. Här ligger Frölunda torg som är Göteborgs näst största galleria med över 100 affärer. Området skiljs från Tynnered av Västerleden och från Grimmered av Grimmereds industriområde. Mot Järnbrott i öster ingår Dragspelsgatan och Västra Frölunda kyrka på Toftaåsen. I norr, väster om Marconigatan, övergår området i Ruddalen som både kan ses som en del av Högsbo och som en del av Frölunda. 
En frikyrka i området är Pingstkyrkan Västra Frölunda vid Tynneredsmotet. Vid Trollbärsvägen finns även Sankt Gabriel Syrisk-Ortodox kyrka.
I socknen finns tre kommunala naturreservat: Änggårdsbergen som delas med Örgryte socken i Göteborgs kommun och Fässbergs socken i Mölndals kommun samt Högsbo pegmatitbrott och Välen.

## Historia
Namnet Frölunda kan komma från de vikingatida bosättningar som funnits på Toftaåsen. På åsen fanns en lund där asaguden Frej, även "Frö", tillbads. Utanför sakristian på Västra Frölunda kyrka finns en offersten bevarad. En annan tolkning av namnet Frölunda är substantivet Frö(d)land, "den fruktbara marken vid vattnet", genom förvanskningen av efterleden -landa som troligen betyder mark vid vatten och förleden frö- som uttolkas bördig mark, bördigt land.
Den historiska socknen Frölunda bestod av kusten och markerna en bit in i landet fram till Ängårdsbergen. Sockennamnet Frölunda skrevs under 1400- och 1500-talet som Frölanda, Frölanna och Frolanna och ända in på 1950-talet har benämningen Frölanns socken använts och invånarna kallats frölänningar. Tillägget Västra har lagts till för att från centralt håll skilja på denna socken och en annan Frölunda socken i samma stift, som då gavs namnet Östra Frölunda socken.

### Fornlämningar
Boplatser och en hällkista från stenåldern har påträffats. Från bronsåldern finns gravrösen. Från järnåldern finns gravar och en fornborg.
Spår av boplatser från stenåldern (8 000 år gamla) har hittats på nivån 20-25 meter över havet, på platser som vid den tiden var havsstränder. I Västra Frölunda har man hittat både boplatser, läger och verkstäder från såväl stenålder som bronsålder och järnålder. 

### En fattig bygd
Från mitten av 1200-talet till 1658 var Frölunda och Askims socknar den enda del av svenska fastlandet som nådde ut till västerhavet. Under tiden från 1366 till 1619 tillhörde trakten ibland Sverige, ibland Danmark. Härar från båda nationerna härjade svårt i området under sin framfart. Dessa härjningar, karga och svårodlade tegar, missväxt och allmänt osäkra förhållanden var orsak till att trakten var mycket fattig.
Då Torstanus Erici 1577 blev kyrkoherde i Fässbergs pastorat, skrev han på första bladet i kyrkoboken; "Inventarium war tå inteth annat än en brendher stomph (prästgård) och röffuadhe och sköffladhe kyrkior."
Under nordiska sjuårskriget 1563-1570 fanns enligt en uppgift från 1565 enbart i Askims härad ej mindre än 170 hela och 25 halva hemman, samt tre torp, som alla låg helt öde. Enligt Askims härads dombok för år 1692 låg Fiskebäck Mellangård öde i 40 år, "Åkern hade blivit vall, och inte en stock kunde uppdrivas till bygge." Av Ekebäcks hemman låg 1660 en fjärdedel "öde och utblottat av både fiender och det svenska krigsfolket." 
Ur 1748 års mantalslängd framgår att "av Frölundas 132 hushåll voro 17 fattiga och 11 utfattiga."
1719 var delar av Västra Frölunda för sista gången krigsskådeplats, men hemmanen i trakten hade även i fortsättningen en tung börda i sin plikt att bland annat hålla försvarsanordningar i skick och drift.

### Från socken till stadsdelsnämnd
Byn Frölunda bestod under 1500-talet av fem hemman, vilka fanns kvar ända tills trakten förvandlades till storstad, dessa var:
- Norgården, från början ett helt skattehemman, även kallad Jutegården. Denna gård samt Frälsegården benämndes också Kyrkbyn. Norgården köptes 1652 från kronan av Nya Elfsborgs byggherre Johan Wärnschiöld.
- Stommen, tillhörde tidigt kyrkan, men från början av 1600-talet kronan, för att slutligen bli skattehemman.
- Sörgården, ursprungligen i kronans ägo, men köptes år 1707 av Lennart Torstensson.
- Frälsegården, löd sannolikt i början av 1600-talet under Herman Wrangel.
- Mellangården, löd även denna under kronan, fram till 1719. Gården kallades även Lövås.

Frölänningarna (frölundaborna) kallades långt in på 1800-talet för "koljenackar".
Från reformationens genombrott i början av 1500-talet tillhörde Frölunda, Askims, Kållereds och Råda församlingar Fässbergs pastorat, som från 1620 blev prebende, först åt superintendenten, senare åt domprosten i Göteborg. Detta prebende upphörde 1878, och från och med 1 maj 1880 bildade Frölunda och Askim eget pastorat. År 1953 skildes Askim från Frölunda och fick sin egen kyrkoherde. Fram till 1732 var Styrsö kapell under Frölunda men bildade sedan egen församling.
Frölunda socken i Askims härad bestod av kusten och markerna en bit in i landet fram till Ängårdsbergen. Gränsen mot Örgryte socken gick från Göta älv vid Nya varvet över bergen till Änggården; gränsen mot Fässbergs socken i öster gick längs kanten av Ängårdsbergen ner till Stora ån; gränsen mot Askims socken i söder gick längs Stora ån ner till utloppet i Askimsfjorden. 
Socknen bildade landsortskommunen Västra Frölunda med municipalsamhällena Långedrag och Hagen längs spårvägen i norr och jordbruksbebyggelsen samlad i byar i resten av kommunen. 1880 omfattade socknen 3 350 hektar och hade 2 561 invånare. 1920 uppgavs den omfatta 3 261 ha och ha 7 615 invånare. Municipalsamhällena Långedrag och Hagen bildade från 1 januari 1922 tillsammans municipalsamhället Älvsborg.
Tanken på Västra Frölundas införlivning med Göteborg väcktes 1918. Frågan utreddes, men det rådde delade meningar såväl inom Västra Frölunda som i Göteborg. Nyårsnatten 1944/1945 inkorporerades slutligen landsortskommunen Västra Frölunda med Göteborgs kommun.
Under 1960-talet växte den karaktäristiska höghusbebyggelsen upp med Frölunda torg som medelpunkt. Det första området som byggdes var de så kallade "kommandobryggorna" norr om Västra Frölunda kyrka. Här uppförde Riksbyggen tio stycken 12-våningshus omfattande 720 lägenheter. Produktionskostnaderna uppgick till cirka 30 miljoner kronor. Fastigheterna bestod av 72 4-rummare på 82 kvadratmeter, 264 3-rummare på 68 kvadratmeter, 264 2-rummare på 57—59 kvadratmeter, 8 dubbletter på 46 kvadratmeter och 72 enkelrum på 31 kvadratmeter.

## Befolkningsutveckling
Befolkningen ökade från 1 579 invånare år 1810 till 11 963 invånare år 1940 innan socknen uppgick i Göteborgs stad 1945.

## Namnet
Namnet skrevs 1436 Frölanda och kommer från byn med detta namn. Efterleden är land. Förleden innehåller troligen frö, 'fruktbar'.